# 麗景物業
麗景物業（英語：BuildingsAgency.com）是2008年劉明東在澳門成立的有限公司，主要經營澳門代理商用、工廈、住宅物業銷售地產代理，2013年起得到施家倫及澳門地產發展商會陸惠德的支持成立澳門集團並且先後獲取得港澳台等地方投資者的支持。